# Tour de Champagne
Ne doit pas être confondu avec Circuit de Champagne.
Le Tour de Champagne est une ancienne course cycliste par étapes disputée de 1954 à 1961. Il a été créé par le quotidien L'Union.

## Palmarès
| Année | Vainqueur         | Deuxième           | Troisième         |
| ----- | ----------------- | ------------------ | ----------------- |
| 1954  | Eugène Tamburlini | Antoine Frankowsky | Gilbert Henaux    |
| 1955  | Fernand Picot     | Marcel Boulet      | Gilbert Loof      |
| 1956  | Joseph Wasko      | Raymond Guitay     | René Ostertag     |
| 1957  | Jacques Bianco    | Joseph Wasko       | Henri Anglade     |
| 1958  | Jean Gainche      | John Andrews (en)  | Eugène Tamburlini |
| 1959  | Robert Cazala     | Jo de Haan         | Jean Stablinski   |
| 1960  | Robert Cazala     | Pierre Ruby        | François Mahé     |
| 1961  | Louis Rostollan   | Hubert Ferrer      | Henri De Wolf     |